# ロレンツォ・カンノーネ
ロレンツォ・カンノーネ（Lorenzo Cannone、2001年1月28日 - ）は、ユナイテッド・ラグビー・チャンピオンシップ、ベネットン・ラグビーに所属するラグビーユニオン選手。

## プロフィール
- イタリア、フィレンツェ出身[1]。
- ポジションはフランカー(FL)、ナンバーエイト(No8)。
- 身長 188cm、体重 110kg
- 兄のニッコロもラグビー選手[2]。
- U20イタリア代表に選ばれたことがある[3]。
- イタリア代表キャップは16（2023年2月現在）でラグビーワールドカップ2023のイタリア代表に選ばれた[4]。

## 略歴
ペトラルカを経て、2021年、ベネットンに加入。 